# Christopher Mivis
Christopher Mivis (Sint-Truiden, 8 november 1988) is een Belgisch golfprofessional.

## Levensloop
Als amateur won hij in 2010 de drie nationale kampioenschappen.
In januari 2011 besloot Mivis professional te worden. Bij de Telenet Trophy eindigde hij op de 49ste plaats. Hij speelde de EPD Tour en gaat naar de Tourschool. In 2012 ging hij weer naar de Tourschool, waar hij zich als enige Belg voor Stage 2 kwalificeerde.

## Uitslagen
Amateurs
- 2010: Nationaal Kampioenschap Strokeplay (277) op Houthalen, Nationaal Matchplay Kampioenschap Matchplay Kampioenschap Foursomes met Thomas Pieters op Waterloo,  King's Prize op de l'Empereur (-4), beste Belg in het Omnium

Teams
- Europees Landen Team Kampioenschap: 2011 in Zweden